# Тверские карелы
Тверски́е каре́лы (карел. tverin karielazet, от карельского названия города Тверь — Tveri) — субэтнос карельского народа, проживающий на территории Тверской области. Согласно Всероссийской переписи населения 2021, численность тверских карел составляет 2 764 человека.
Говорят на тверском диалекте карельского языка, который, в связи с территориальной обособленностью субэтноса, оказался наименее подверженным заимствованиям из других прибалтийско-финских языков.
Существенный вклад в изучение истории тверских карел внёс Анатолий Николаевич Головкин.

## История и происхождение
Тверские карелы, родиной которых являлся Корельский уезд Водской пятины, появились на тверских землях в ходе переселения, которое началось по разным оценкам в XV—XVI веках и стало массовым после поражения России в русско-шведской войне (1610—1617) и заключения в 1617 году Столбовского мира. По условиям договора Швеции отошли территории Корельского, Ореховского, Копорского, Ямского и Ивангородского уездов Водской пятины. Пиком переселения стали 1640—1660-е годы. Массовый исход был спровоцирован действиями властей Швеции в отношении новых подданных, которых, в частности, пытались насильно переводить из православия в протестантизм. От этих религиозных притеснений православные карелы искали защиты у царя Алексея Михайловича. По приблизительным оценкам, к 1670 году на русские земли Бежецкого Верха, пустовавшие вследствие голода и разорений Смутного времени, переселилось около 25—30 тысяч православных карел.

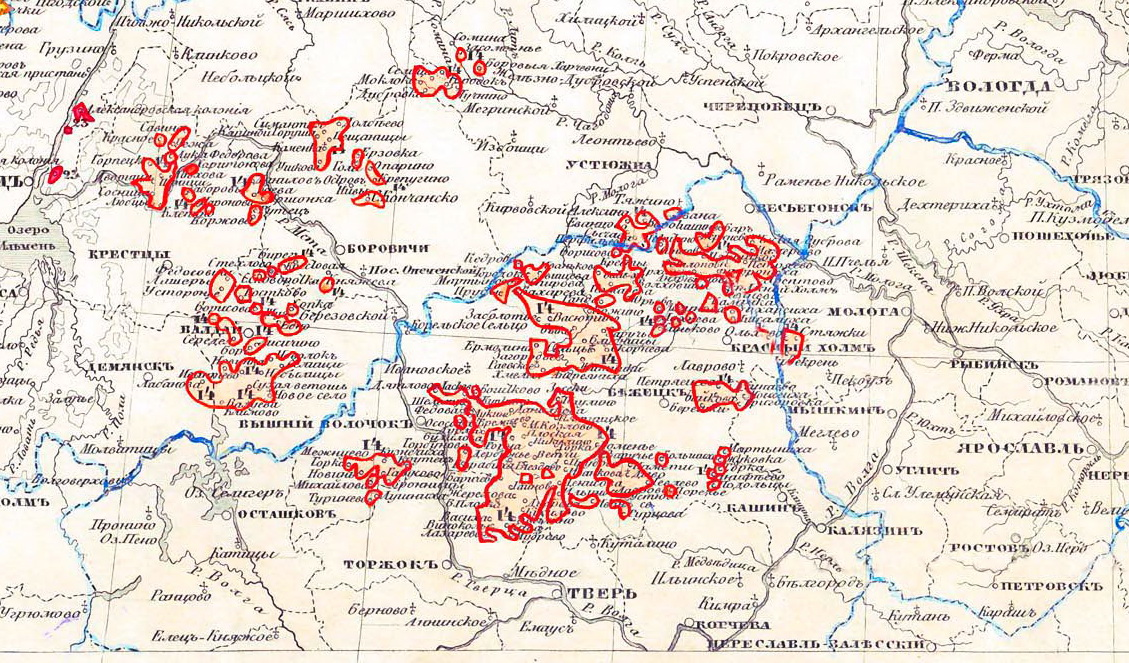
Фрагмент Этнографической карты Европейской России П. И. Кеппена, 1851 год. Выделены (№ 14) районы расселения карел.

Некоторыми исследователями, на основании ряда общих признаков и особенностей, к тверским карелам причисляются относительно малочисленные субэтнические группы тихвинских и валдайских карел, сформировавшиеся синхронно в схожих условиях.
В XIX веке карелы также проживали в приграничных с Тверской губернией уездах Московской и Ярославской губерний, однако перепись 1897 года не зафиксировала на территории этих губерний лиц с родным карельским языком.
По данным переписи 1926 года в Тверской губернии тверских карел насчитывалось 140 567 человек, из них более 95 % владело карельским языком.
В 1937—1939 году на территории тогда Калининской области существовал Карельский национальный округ с центром в городе Лихославль. С 1997 года действует Национально-культурная автономия тверских карел.

Флаг Лихославльского района Тверской области — самого многочисленного района расселения тверских карелов

Стремительное уменьшение численности тверских карел, нашедшее отражение в официальной статистике, вызвано, прежде всего, активным переселением сельского населения (в основном трудоспособной молодёжи) в города и промышленные центры с начала 1950-х годов. Следствием этого явилась массовая русификация тверских карел.
Динамика численности тверских карел
* на территории СССР
** в Тверской области

## Генетика
У тверских карел преобладают Y-хромосомные гаплогруппы N1a1a1a1a2-Z1936 (31 %) и R1a-М198 (xM458) (30 %). На третьем месте находится Y-хромосомная гаплогруппа N1a1a1a1a1a-VL29 (18 %), на четвёртом — Y-хромосомная гаплогруппа I1-M253 (7 %).

## Расселение

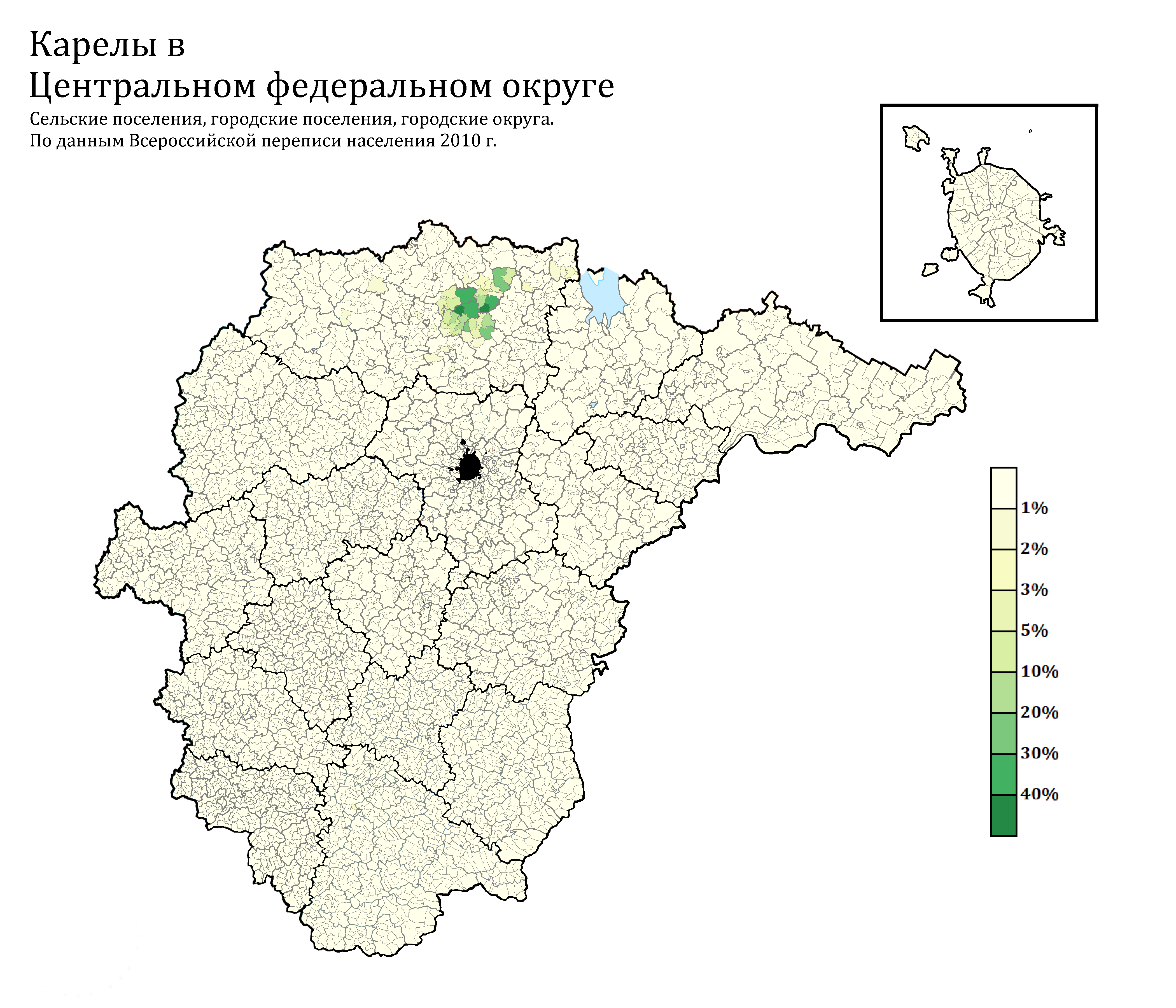
Расселение карел в ЦФО по городским и сельским поселениям в %, перепись 2010 г.

Численность карел в муниципальных образованиях Тверской области (2010 год)
- Лихославльский район — 2462 чел. (16 % населения района)
- Тверь — 1119 чел.
- Спировский район — 978 чел. (8,2 % населения района)
- Рамешковский район — 903 чел.
- Максатихинский район — 881 чел.
- Калининский район — 332 чел.

## Язык
В отличие от других языков и диалектов карел тверской язык сохранился в наиболее архаичной форме, вероятно являющейся наиболее близкой к общему протоязыку карел. Считается, что на формирование лексики тверского диалекта оказали влияние заимствования из языка средневековой егонской веси, в настоящее время полностью исчезнувшего. Достоверных сведений о возникновении письменности у тверских карел не имеется, в XIX веке она уже существовала на основе кириллицы, в 1930-х годах была введена письменность на основе латиницы, сменившаяся затем вновь составленной кириллической.

## Председатели НКА Тверских карел
- Виноградов Василий Алексеевич[8];
- Орлов Михаил Михайлович[9];
- Елкин Виктор Вячеславович[10];
- Головкина Зинаида Ивановна[11].